# Список астероїдів (129001—129100)
| Назва                        | Тимчасове позначення | Дата відкриття    | Місце відкриття                | Відкривач                         |
| ---------------------------- | -------------------- | ----------------- | ------------------------------ | --------------------------------- |
| (129001) 2004 TY247          | 2004 TY247           | 7 жовтня 2004     | Сокорро (Нью-Мексико)          | LINEAR                            |
| (129002) 2004 TR256          | 2004 TR256           | 9 жовтня 2004     | Обсерваторія Кітт-Пік          | Spacewatch                        |
| (129003) 2004 TJ268          | 2004 TJ268           | 9 жовтня 2004     | Обсерваторія Кітт-Пік          | Spacewatch                        |
| (129004) 2004 TS286          | 2004 TS286           | 9 жовтня 2004     | Сокорро (Нью-Мексико)          | LINEAR                            |
| (129005) 2004 TK291          | 2004 TK291           | 10 жовтня 2004    | Обсерваторія Кітт-Пік          | Spacewatch                        |
| (129006) 2004 TV294          | 2004 TV294           | 10 жовтня 2004    | Обсерваторія Кітт-Пік          | Spacewatch                        |
| (129007) 2004 TP296          | 2004 TP296           | 10 жовтня 2004    | Обсерваторія Кітт-Пік          | Spacewatch                        |
| (129008) 2004 TV296          | 2004 TV296           | 10 жовтня 2004    | Обсерваторія Кітт-Пік          | Spacewatch                        |
| (129009) 2004 TT302          | 2004 TT302           | 9 жовтня 2004     | Сокорро (Нью-Мексико)          | LINEAR                            |
| (129010) 2004 TB303          | 2004 TB303           | 9 жовтня 2004     | Обсерваторія Кітт-Пік          | Spacewatch                        |
| (129011) 2004 TG306          | 2004 TG306           | 10 жовтня 2004    | Сокорро (Нью-Мексико)          | LINEAR                            |
| (129012) 2004 TM307          | 2004 TM307           | 10 жовтня 2004    | Сокорро (Нью-Мексико)          | LINEAR                            |
| (129013) 2004 TX310          | 2004 TX310           | 10 жовтня 2004    | Сокорро (Нью-Мексико)          | LINEAR                            |
| (129014) 2004 TE317          | 2004 TE317           | 11 жовтня 2004    | Обсерваторія Кітт-Пік          | Spacewatch                        |
| (129015) 2004 TJ321          | 2004 TJ321           | 11 жовтня 2004    | Паломарська обсерваторія       | NEAT                              |
| (129016) 2004 TS321          | 2004 TS321           | 11 жовтня 2004    | Обсерваторія Кітт-Пік          | Spacewatch                        |
| (129017) 2004 TD324          | 2004 TD324           | 11 жовтня 2004    | Обсерваторія Кітт-Пік          | Spacewatch                        |
| (129018) 2004 TF324          | 2004 TF324           | 11 жовтня 2004    | Обсерваторія Кітт-Пік          | Spacewatch                        |
| (129019) 2004 TS325          | 2004 TS325           | 13 жовтня 2004    | Обсерваторія Кітт-Пік          | Spacewatch                        |
| (129020) 2004 TL328          | 2004 TL328           | 4 жовтня 2004     | Паломарська обсерваторія       | NEAT                              |
| (129021) 2004 TS330          | 2004 TS330           | 9 жовтня 2004     | Сокорро (Нью-Мексико)          | LINEAR                            |
| (129022) 2004 TM335          | 2004 TM335           | 10 жовтня 2004    | Обсерваторія Кітт-Пік          | Spacewatch                        |
| (129023) 2004 TB336          | 2004 TB336           | 10 жовтня 2004    | Обсерваторія Кітт-Пік          | Spacewatch                        |
| (129024) 2004 TA339          | 2004 TA339           | 12 жовтня 2004    | Станція Андерсон-Меса          | LONEOS                            |
| (129025) 2004 TX343          | 2004 TX343           | 14 жовтня 2004    | Обсерваторія Кітт-Пік          | Spacewatch                        |
| (129026) 2004 TE345          | 2004 TE345           | 15 жовтня 2004    | Обсерваторія Маунт-Леммон      | Обсерваторія Маунт-Леммон         |
| (129027) 2004 TJ345          | 2004 TJ345           | 15 жовтня 2004    | Обсерваторія Галеакала         | NEAT                              |
| (129028) 2004 TR346          | 2004 TR346           | 15 жовтня 2004    | Станція Андерсон-Меса          | LONEOS                            |
| (129029) 2004 TQ348          | 2004 TQ348           | 7 жовтня 2004     | Обсерваторія Кітт-Пік          | Spacewatch                        |
| (129030) 2004 TR349          | 2004 TR349           | 9 жовтня 2004     | Сокорро (Нью-Мексико)          | LINEAR                            |
| (129031) 2004 TW349          | 2004 TW349           | 9 жовтня 2004     | Обсерваторія Кітт-Пік          | Spacewatch                        |
| (129032) 2004 TS356          | 2004 TS356           | 14 жовтня 2004    | Станція Андерсон-Меса          | LONEOS                            |
| (129033) 2004 TV356          | 2004 TV356           | 14 жовтня 2004    | Станція Андерсон-Меса          | LONEOS                            |
| (129034) 2004 TH360          | 2004 TH360           | 10 жовтня 2004    | Сокорро (Нью-Мексико)          | LINEAR                            |
| (129035) 2004 US2            | 2004 US2             | 18 жовтня 2004    | Сокорро (Нью-Мексико)          | LINEAR                            |
| (129036) 2004 UC4            | 2004 UC4             | 16 жовтня 2004    | Сокорро (Нью-Мексико)          | LINEAR                            |
| (129037) 2004 UL4            | 2004 UL4             | 16 жовтня 2004    | Сокорро (Нью-Мексико)          | LINEAR                            |
| (129038) 2004 UY4            | 2004 UY4             | 16 жовтня 2004    | Сокорро (Нью-Мексико)          | LINEAR                            |
| (129039) 2004 UC5            | 2004 UC5             | 18 жовтня 2004    | Сокорро (Нью-Мексико)          | LINEAR                            |
| (129040) 2004 UY5            | 2004 UY5             | 20 жовтня 2004    | Сокорро (Нью-Мексико)          | LINEAR                            |
| (129041) 2004 UV7            | 2004 UV7             | 21 жовтня 2004    | Сокорро (Нью-Мексико)          | LINEAR                            |
| (129042) 2004 VF2            | 2004 VF2             | 2 листопада 2004  | Станція Андерсон-Меса          | LONEOS                            |
| (129043) 2004 VN3            | 2004 VN3             | 3 листопада 2004  | Обсерваторія Кітт-Пік          | Spacewatch                        |
| (129044) 2004 VW3            | 2004 VW3             | 3 листопада 2004  | Обсерваторія Кітт-Пік          | Spacewatch                        |
| (129045) 2004 VR4            | 2004 VR4             | 3 листопада 2004  | Станція Андерсон-Меса          | LONEOS                            |
| (129046) 2004 VY4            | 2004 VY4             | 3 листопада 2004  | Станція Андерсон-Меса          | LONEOS                            |
| (129047) 2004 VR5            | 2004 VR5             | 3 листопада 2004  | Станція Андерсон-Меса          | LONEOS                            |
| (129048) 2004 VV5            | 2004 VV5             | 3 листопада 2004  | Обсерваторія Кітт-Пік          | Spacewatch                        |
| (129049) 2004 VQ6            | 2004 VQ6             | 3 листопада 2004  | Обсерваторія Кітт-Пік          | Spacewatch                        |
| (129050) 2004 VW9            | 2004 VW9             | 3 листопада 2004  | Каталінський огляд             | Каталінський огляд                |
| (129051) 2004 VO10           | 2004 VO10            | 3 листопада 2004  | Каталінський огляд             | Каталінський огляд                |
| (129052) 2004 VC11           | 2004 VC11            | 3 листопада 2004  | Каталінський огляд             | Каталінський огляд                |
| (129053) 2004 VP12           | 2004 VP12            | 3 листопада 2004  | Каталінський огляд             | Каталінський огляд                |
| (129054) 2004 VM13           | 2004 VM13            | 1 листопада 2004  | Паломарська обсерваторія       | NEAT                              |
| (129055) 2004 VC16           | 2004 VC16            | 5 листопада 2004  | Паломарська обсерваторія       | NEAT                              |
| (129056) 2004 VQ17           | 2004 VQ17            | 3 листопада 2004  | Обсерваторія Кітт-Пік          | Spacewatch                        |
| (129057) 2004 VL18           | 2004 VL18            | 4 листопада 2004  | Обсерваторія Кітт-Пік          | Spacewatch                        |
| (129058) 2004 VQ18           | 2004 VQ18            | 4 листопада 2004  | Обсерваторія Кітт-Пік          | Spacewatch                        |
| (129059) 2004 VS18           | 2004 VS18            | 4 листопада 2004  | Обсерваторія Кітт-Пік          | Spacewatch                        |
| (129060) 2004 VH21           | 2004 VH21            | 4 листопада 2004  | Каталінський огляд             | Каталінський огляд                |
| (129061) 2004 VM22           | 2004 VM22            | 4 листопада 2004  | Каталінський огляд             | Каталінський огляд                |
| (129062) 2004 VL25           | 2004 VL25            | 4 листопада 2004  | Станція Андерсон-Меса          | LONEOS                            |
| (129063) 2004 VF26           | 2004 VF26            | 4 листопада 2004  | Каталінський огляд             | Каталінський огляд                |
| (129064) 2004 VT26           | 2004 VT26            | 4 листопада 2004  | Каталінський огляд             | Каталінський огляд                |
| (129065) 2004 VV27           | 2004 VV27            | 5 листопада 2004  | Паломарська обсерваторія       | NEAT                              |
| (129066) 2004 VY28           | 2004 VY28            | 7 листопада 2004  | Обсерваторія Столова Гора      | Дж. Янґ                           |
| (129067) 2004 VD31           | 2004 VD31            | 3 листопада 2004  | Обсерваторія Кітт-Пік          | Spacewatch                        |
| (129068) 2004 VU52           | 2004 VU52            | 4 листопада 2004  | Каталінський огляд             | Каталінський огляд                |
| (129069) 2004 VD53           | 2004 VD53            | 5 листопада 2004  | Паломарська обсерваторія       | NEAT                              |
| (129070) 2004 VV53           | 2004 VV53            | 7 листопада 2004  | Сокорро (Нью-Мексико)          | LINEAR                            |
| (129071) 2004 VF54           | 2004 VF54            | 3 листопада 2004  | Каталінський огляд             | Каталінський огляд                |
| (129072) 2004 VD57           | 2004 VD57            | 5 листопада 2004  | Сокорро (Нью-Мексико)          | LINEAR                            |
| (129073) 2004 VP59           | 2004 VP59            | 9 листопада 2004  | Каталінський огляд             | Каталінський огляд                |
| (129074) 2004 VE61           | 2004 VE61            | 5 листопада 2004  | Паломарська обсерваторія       | NEAT                              |
| (129075) 2004 VA62           | 2004 VA62            | 6 листопада 2004  | Сокорро (Нью-Мексико)          | LINEAR                            |
| (129076) 2004 VB62           | 2004 VB62            | 6 листопада 2004  | Сокорро (Нью-Мексико)          | LINEAR                            |
| (129077) 2004 VC62           | 2004 VC62            | 6 листопада 2004  | Сокорро (Нью-Мексико)          | LINEAR                            |
| 129078 Animoo                | 2004 VL65            | 8 листопада 2004  | Астрономічна обсерваторія Юра  | Мішель Орі                        |
| (129079) 2004 VZ70           | 2004 VZ70            | 7 листопада 2004  | Сокорро (Нью-Мексико)          | LINEAR                            |
| (129080) 2004 VM73           | 2004 VM73            | 6 листопада 2004  | Сокорро (Нью-Мексико)          | LINEAR                            |
| (129081) 2004 VH75           | 2004 VH75            | 14 листопада 2004 | Обсерваторія Корделла-Лоуренса | Обсерваторія Корделла-Лоуренса    |
| (129082) 2004 VK76           | 2004 VK76            | 12 листопада 2004 | Каталінський огляд             | Каталінський огляд                |
| (129083) 2004 VC80           | 2004 VC80            | 3 листопада 2004  | Станція Андерсон-Меса          | LONEOS                            |
| (129084) 2004 VM88           | 2004 VM88            | 11 листопада 2004 | Обсерваторія Кітт-Пік          | Spacewatch                        |
| (129085) 2004 VY88           | 2004 VY88            | 11 листопада 2004 | Обсерваторія Кітт-Пік          | Spacewatch                        |
| (129086) 2004 VK89           | 2004 VK89            | 11 листопада 2004 | Обсерваторія Кітт-Пік          | Spacewatch                        |
| (129087) 2004 VW90           | 2004 VW90            | 3 листопада 2004  | Обсерваторія Кітт-Пік          | Spacewatch                        |
| (129088) 2004 VE91           | 2004 VE91            | 3 листопада 2004  | Станція Андерсон-Меса          | LONEOS                            |
| (129089) 2004 VX91           | 2004 VX91            | 3 листопада 2004  | Паломарська обсерваторія       | NEAT                              |
| (129090) 2004 WB             | 2004 WB              | 17 листопада 2004 | Обсерваторія Сайдинг-Спрінг    | Обсерваторія Сайдинг-Спрінг       |
| (129091) 2004 WE5            | 2004 WE5             | 18 листопада 2004 | Сокорро (Нью-Мексико)          | LINEAR                            |
| 129092 Сноудонія (Snowdonia) | 2004 WB10            | 19 листопада 2004 | Обсерваторія Галеакала         | Освітній телескопний проект Фолка |
| (129093) 2004 WR10           | 2004 WR10            | 19 листопада 2004 | Станція Андерсон-Меса          | LONEOS                            |
| (129094) 2004 XZ             | 2004 XZ              | 1 грудня 2004     | Паломарська обсерваторія       | NEAT                              |
| (129095) 2004 XC1            | 2004 XC1             | 1 грудня 2004     | Каталінський огляд             | Каталінський огляд                |
| (129096) 2004 XU1            | 2004 XU1             | 1 грудня 2004     | Каталінський огляд             | Каталінський огляд                |
| (129097) 2004 XX1            | 2004 XX1             | 1 грудня 2004     | Паломарська обсерваторія       | NEAT                              |
| (129098) 2004 XQ2            | 2004 XQ2             | 1 грудня 2004     | Паломарська обсерваторія       | NEAT                              |
| 129099 Спелгоф (Spoelhof)    | 2004 XU3             | 3 грудня 2004     | Обсерваторія Кальвін-Регобот   | Лоуренс Молнар                    |
| (129100) 2004 XY4            | 2004 XY4             | 2 грудня 2004     | Каталінський огляд             | Каталінський огляд                |